# St. Juliana (Wollersleben)

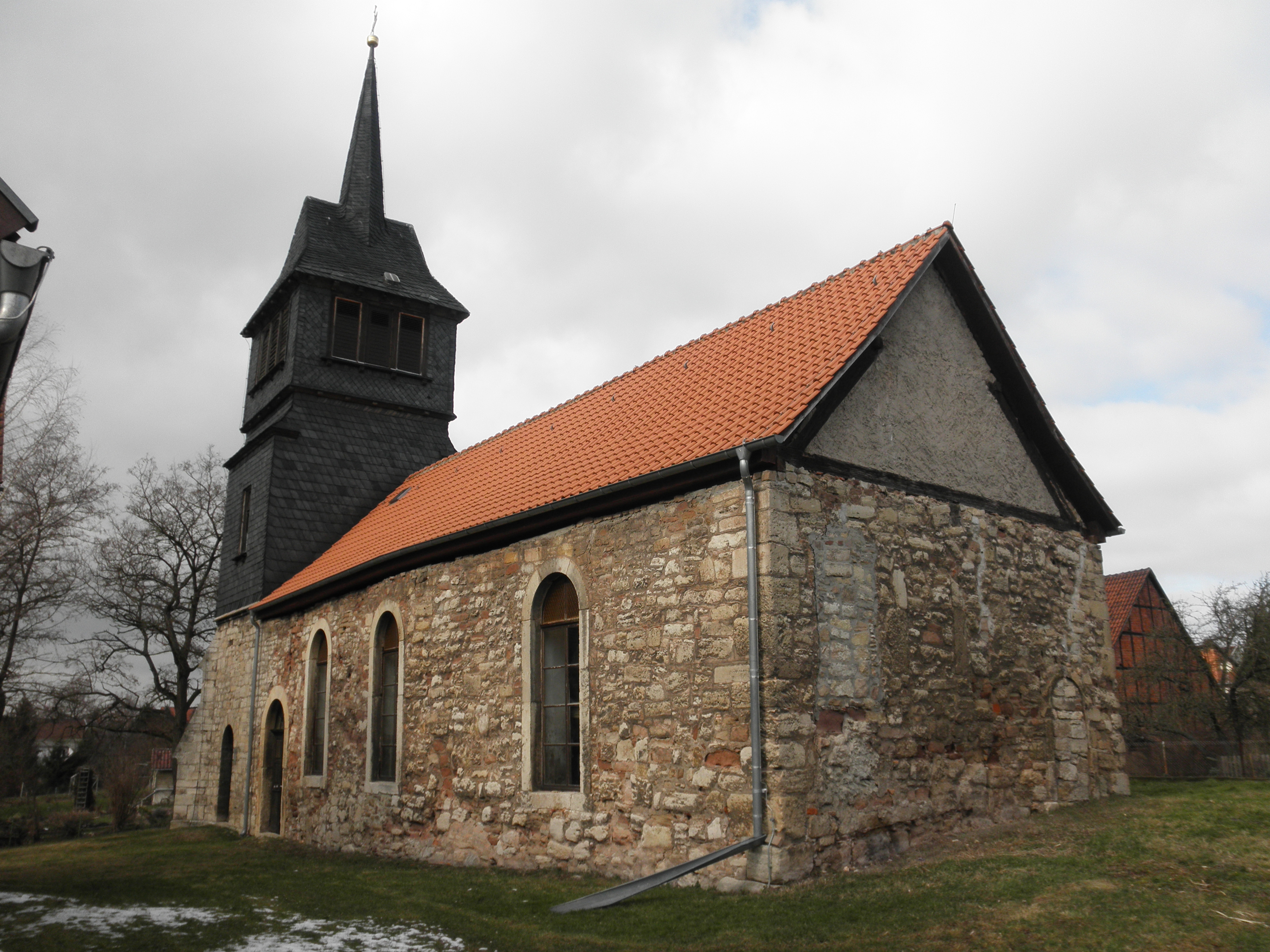
St. Juliana

Die evangelisch-lutherische denkmalgeschützte Kirche St. Juliana steht in Wollersleben, einem Ortsteil der Stadt Bleicherode im Landkreis Nordhausen in Thüringen. St. Juliana gehört zur Kirchengemeinde Nohra im Pfarrbereich Wippersdorf im Kirchenkreis Südharz der Evangelischen Kirche in Mitteldeutschland.

## Beschreibung
Die schlichte barocke Saalkirche wurde im 17. Jahrhundert aus Bruchsteinen erbaut. Der Kirchturm auf quadratischem Grundriss im Westen hat auf dem steinernen Erdgeschoss, das noch von der Vorgängerkirche stammt, zwei schiefergedeckte Geschosse aus Holzfachwerk, auf denen quer ein Walmdach sitzt, aus dem sich ein Dachreiter erhebt. Das Erdgeschoss des Turms ist mit einem spitzbogigen Kreuzgratgewölbe überspannt, das mit einem Satteldach bedeckte Kirchenschiff hat innen dreiseitige Emporen und ist mit einem hölzernen Tonnengewölbe versehen. Der Altar stammt von 1658, das Taufbecken von 1560.